# Danuta Duch-Krzystoszek
Danuta Anna Duch-Krzystoszek – polska socjolog, doktor habilitowany nauk humanistycznych.

## Życiorys
W 1981 r. ukończyła studia socjologiczne na Uniwersytecie Warszawskim, w 1995 r. obroniła pracę doktorską, w 2008 r. habilitowała się. 
Została pracownikiem naukowym na Akademii Pedagogiki Specjalnej im. Marii Grzegorzewskiej,  na Uniwersytecie Warszawskim oraz w Instytucie Filozofii i Socjologii PAN.